# Sint-Gilliskerk (Tongeren)
De Sint-Gilliskerk is een kerkgebouw in de Belgische stad Tongeren in de provincie Limburg. De kerk ligt aan de Hasseltsesteenweg, de N20.
Het gebouw is een moderne zaalkerk met rechthoekig plattegrond en een vrijstaande vierkante toren. Ze is opgetrokken in breuksteen, met een voorgevel vrijwel helemaal in glas en verticale kolommen van beton die van het dak tot de grond reiken. Het gebouw heeft een zadeldak rustend op betonnen spanten op betonnen pilasters en de vrijstaande toren een tentdak.
De kerk is de parochiekerk en is gewijd aan Sint-Gillis.

## Geschiedenis
In 1967 werd de kerk gebouwd naar het ontwerp van P. Ulrix.